# Harvey Willson Harkness
Harvey Willson Harkness (25 de mayo de 1821 – 10 de julio de 1901) fue un médico, micólogo naturalista estadounidense, conocido por sus primeras descripciones de especies fúngicas de California. Aborigen y criado en Massachusetts, y se capacitó en la medicina, Harkness fue a California durante la fiebre del oro en 1849. Alcanzó la prominencia como médico, educador, promotor inmobiliario, y editor de periódicos en Sacramento, pasando a formar parte del comienzo de los círculos sociales de California, como Leland Stanford, Charles Crocker, Collis Huntington, Mark Hopkins, etc. Harkness participó en la ceremonia de finalización del Primer FF.CC. Transcontinental, representando a California y empuñó el bastón Golden Spike que fue impulsado por Leland Stanford, y marcó la terminación del ferrocarril.
Después de haber ganado una gran fortuna en bienes raíces en Sacramento, Harkness se retiró su práctica médica en 1869 y se trasladó a San Francisco. Allí, se unió a la facultad de la Academia de Ciencias de California, convirtiéndose en su presidente desde 1887 a 1896. Se dedicó a la investigación sobre la historia natural de los Estados del pacífico, publicando artículos sobre la edad de los Conocs volcánicos de Lassen Cinder y la naturaleza de los fósiles descubiertos cerca de unas huellas de Carson City, Nevada.
La mayor parte de su investigación se dedicó al catálogo de los hongos no descritas anteriormente, de California. En los últimos 30 años de su vida, Harkness fue autor o coautor de una serie de documentos sobre los hongos de California, que van desde simples listas de especies a una monografía detallada de hongos hipogeos de California.

## Algunas publicaciones
- Fungi Injurious to Fruit Trees, 8 p.

- con William Phillips. 1884. Fungi of California. Bull. of the California Academy of Sciences 1 (1): 1-5

## Legado
- Harkness y sus corresponsales describen decenas de especies de hongos que eran nuevas para la ciencia. Su monografía de 1899: California Hypogeous Fungi, describe unos 55 nuevas especies de hongos hipogeos

### Honores

#### Eponimia
Género fitopatogénico de ascomycete
- Harknessia Cooke, 1881
- Harknessiella Sacc. 1889

Especies fúngicas en 20 géneros
Especies de plantas vasculares
- (Polemoniaceae) Leptosiphon harknessii (Curran) J.M.Porter & L.A.Johnson[4]
- (Scrophulariaceae) Verbascum × harknessii Bergmans[5]

- Monte Harkness, una montaña cerca de Lassen Peak
- Escuela Elemental H. W. Harkness Elementary School, en Sacramento, California, conmemorando su rol como el primer Superintendente de Escuelas de Sacramento

- La abreviatura «Harkn.» se emplea para indicar a Harvey Willson Harkness como autoridad en la descripción y clasificación científica de los vegetales.[6]

## Abreviatura (zoología)
La abreviatura Harkness  se emplea para indicar a Harvey Willson Harkness como autoridad en la descripción y taxonomía en zoología.